# Miķelis Rēdlihs
Miķelis Rēdlihs (ur. 1 lipca 1984 w Rydze) – łotewski hokeista, reprezentant Łotwy, trzykrotny olimpijczyk.
Ma trzech braci, a dwaj z nich − Jēkabs Rēdlihs i Krišjānis Rēdlihs również zostali hokeistami.

## Kariera
- HS Prizma Ryga (1999–2002)
- New York Apple Core (2002)
- Boston Jr. Bruins (2003)
- HK Riga 2000 (2003–2005)
- IF Björklöven (2005–2006)
- Junost' Mińsk (2006–2007)
- Mietałłurg Żłobin (2008–2008)
- Dinamo Ryga (2008–2012)
- Łokomotiw Jarosław (2012–2014)
- Dinamo Ryga (2014–2020)
- Olimp Ryga (2021–2022)
- Dinamo Ryga (2022–)

Wychowanek HS Prizma Ryga. Od maja 2012 zawodnik Łokomotiwu Jarosław. Od lipca 2014 ponownie zawodnik Dinama Ryga. W listopadzie 2020 ogłoszono jego odejście z Dinama. Pod koniec stycznia 2021 został zawodnikiem zespołu Olimp Riga. Od września 2022 ponownie w Dinamie Ryga, od sezonu 2022/2023 występującym w lidze łotewskiej.
Uczestniczył w turniejach mistrzostw świata w 2005, 2006, 2007, 2008, 2009, 2010, 2011, 2012, 2014, 2015, 2016, 2018, 2021 oraz zimowych igrzysk olimpijskich 2006, 2010, 2014.

## Sukcesy

### Klubowe
- Brązowy medal mistrzostw Rosji: 2014 z Łokomotiwem Jarosław
- Złoty medal mistrzostw Łotwy: 2021 z HK Olimp/Venta 2002

### Indywidualne
- KHL (2011/2012):
  - Czwarte miejsce w klasyfikacji strzelców zwycięskich goli w rundzie zasadniczej: 5 goli
- Mistrzostwa Świata w Hokeju na Lodzie 2014/Elita:
  - Jeden z trzech najlepszych zawodników reprezentacji na turnieju[7]